# ستایش گوساله طلایی
ستایش گوساله طلایی (انگلیسی: The Adoration of the Golden Calf) یک نقاشی رنگ روغن بر روی بوم اثر نقاش فرانسوی سبک کلاسیک نیکولا پوسن می‌باشد که در سال ۱۶۳۳ تا ۱۶۳۴ طرح گردید، این نقاشی به تصویر می‌کشد ستایش از گوساله سامری توسط قوم بنی اسرائیل را که بخشی از فصل ۳۲ کتاب سفر خروج می‌باشد.
این نقاشی به عنوان مکمل اثر دیگر پوسن هم شناخته می‌شود که با عنوان عبور از دریای سرخ مشهور است،